# صداهای ستاره‌ای دوردست
صداهای ستاره‌ای دوردست (به ژاپنی: ほしのこえ، Hoshi no Koe) یک اووی‌ای انیمه ژاپنی است، به نویسندگی و کارگردانی ماکوتو شینکای که در فوریهٔ ۲۰۰۲ ساخته شده‌است. داستان فیلم درمورد ارتباط از راه دور بین یک زوج نوجوان به نام‌های نوبورو و ناگامینه است که توسط فرستادن ایمیل به‌وسیله تلفن همراه بین ستاره‌ای با یکدیگر در ارتباط هستند. صداپیشگی این شخصیت‌ها در نسخهٔ اصلی فیلم (ژاپنی) توسط ماکوتو شینکای (کارگردان) و میکا شینوهارا (همسرش) انجام شده‌است. بر اساس این اووی‌ای، یک نسخه مانگا نیز به نویسندگی ماکوتو شینکای و طراحی میزو ساهارا ساخته شده‌است. این مانگا توسط انتشارات کودانشا از فوریه تا دسامبر ۲۰۰۴، در مجلهٔ افترنون به‌چاپ رسیده‌است.